# Brachylophus bulabula
Brachylophus bulabula — вид ігуанідних ящірок, ендемічних для деяких більших центральних і північно-західних островів Фіджі (Овалау, Кадаву та Віті-Леву), де він зустрічається у вологих лісах Фіджі. Вид описано в 2008 році. Це один із небагатьох видів ігуан, знайдених за межами Нового Світу, і один із найбільш географічно ізольованих представників родини ігуанових. Спочатку також повідомлялося з острова Гау, у 2017 році ця популяція була описана як окремий вид, B. gau. Вони можуть виростати до 60 см у довжину і мати середню тривалість життя 10–15 років. Однак на Фіджі були деякі смугасті ігуани, які жили в неволі до 25 років. Фіджійська смугаста ігуана зазвичай зустрічається на вологих тропічних островах, які зазвичай знаходяться на висоті 200–520 метрів над рівнем моря. Самці зазвичай зелені з блакитними смугами, а самки зелені з білими смугами.

## Таксономія та етимологія
Загальна назва Brachylophus походить від двох грецьких слів: brachys (βραχυς) - "короткий" і lophos (λοφος) - "гребінь" або "шлейф", що позначає короткі колючі гребені вздовж спини цього виду. Конкретна назва, булабула, є подвоєнням фіджійського слова, що означає "привіт": bula.
Цей вид тісно пов'язаний з фіджійською смугастою ігуаною та фіджійською чубатою ігуаною. Цей вид був описаний після того, як аналіз мітохондріальної ДНК 61 ігуани з 13 островів показав, що B. bulabula генетично і фізично відрізняється від двох інших видів.
Вважається, що всі види цього роду походять від предків, які пропливли на плотах 9 000 км (5 600 миль) на захід через Тихий океан з Америки, де мешкають їхні найближчі родичі. Також припускають, що рід походить від ігуан, які частково переправилися на Фіджі з Південно-Східної Азії, зокрема по сухопутних мостах.

## Розмноження
Фіджійські смугасті ігуани досягають репродуктивної зрілості у віці 3-4 років. Щоб привабити самку, самці фіджійських смугастих ігуан часто висолоплюють язик і багаторазово клацають ним. Вони також ритмічно хитають головою, щоб привабити партнерку. Самки зазвичай відкладають кладку з 5-7 яєць, які насиджують протягом 7-9 місяців. Одним з основних ускладнень, яке вплинуло на розмноження фіджійських смугастих ігуан, є жовтковий коеломіт. Жовтковий коеломіт - це стан у більшості рептилій, який виникає в результаті преовуляторного стазу фолікулів. Жовток та інші поживні речовини організму погано засвоюються, і в результаті жовток ніколи не розвиває оболонку. Жовток продовжує рости і врешті-решт розривається. Коли він розривається, матеріали з жовтка викликають інфекцію в целомічній порожнині, яка називається жовтковим перитонітом.

## Раціон
Фіджійські ігуани травоїдні; вони харчуються листям, плодами і квітами дерев і чагарників, зокрема квітами гібіскуса дерева Вау (Hibiscus tiliaceus) і фруктами, такими як банан і папая. Коли певних фруктів не так багато, фіджійські смугасті ігуани можуть також харчуватися листям та іншими місцевими видами рослин. Малі особини можуть харчуватися комахами; однак дорослі зазвичай цього не роблять.